# Pic du Port du Pla d'Aube
Ne doit pas être confondu avec Pic du Port, Port du Pla d'Aube ou Pic du Pla d'Aube.
Le pic du Port ou pic du Port du Pla d'Aube (en espagnol pico del puerto) est un sommet des Pyrénées, situé sur la frontière franco-espagnole entre les Hautes-Pyrénées, en région Occitanie, et la province de Huesca dans la communauté d'Aragon, qui culmine à 2 502 ou 2 504 mètres d'altitude dans le massif du Vignemale.

## Géographie
Il est situé entre le département des Hautes-Pyrénées en pays Toy, en partie ouest de la vallée de la Canau sur la commune de Gavarnie-Gèdre, et la partie nord de la vallée de Bujaruelo en Espagne.

### Topographie
Il est situé au sud du pic du Pla d'Aube et au nord du port du Pla d'Aube.

### Hydrographie
Le sommet délimite la ligne de partage des eaux entre le bassin de la Garonne côté nord, qui se déverse dans l'Atlantique, et le bassin de l'Èbre, qui coule vers la Méditerranée côté sud.

## Voies d'accès
Côté français, versant ouest, au départ du barrage d'Ossoue (1 829 m). Prendre par le GR 10 en direction de la cabane de Lourdes puis vers le port du Pla d'Aube juste à côté.
Versant ouest côté espagnol, depuis la vallée de Bujaruelo, via le GR 11 depuis le refuge de Pastores par le barranco du Cardal.

## Protection environnementale
Le pic est situé dans le parc national des Pyrénées et fait partie d'une zone naturelle protégée, classée ZNIEFF de type 1, « vallons d'Ossoue et d'Aspé », et de type 2, « haute vallée du gave de Pau : vallées de Gèdre et Gavarnie ».